# 2005年イギリスグランプリ
2005年イギリスグランプリ (LVIII Foster's British Grand Prix) は、2005年F1世界選手権の第11戦として、2005年7月10日にシルバーストン・サーキットで開催された。

## レース概要
マクラーレンのキミ・ライコネンはエンジン不調で交換を行ったため10グリッド降格、ルノーのフェルナンド・アロンソがポールポジションを獲得した。ライコネンは元々アロンソの0.027秒遅れで2番手であったが、土曜のフリープラクティスの間中エンジン不調に苦しめられていた。ライコネンの降格でBARのジェンソン・バトンがフロントローとなり、ホームグランプリで好位置からのスタートとなる。続いて2代目のマクラーレン、ファン・パブロ・モントーヤ、トヨタのヤルノ・トゥルーリ、フェラーリのルーベンス・バリチェロ、ルノーのジャンカルロ・フィジケラ、BARの佐藤琢磨、トヨタのラルフ・シューマッハ、フェラーリのミハエル・シューマッハ、ザウバーのジャック・ヴィルヌーヴが続いた。ジョーダンのティアゴ・モンテイロは金曜プラクティスでのエンジン不調で予選アタックが行えなかったため、後方グリッドからのスタートとなった。
レース開始前、3日前に発生したロンドン同時爆破事件の犠牲者を悼んで黙祷が行われた。
天候は晴れで気温が30℃に上昇した。路面温度は45℃となり、フォーメーション・ラップが終了した。佐藤琢磨はグリッド上でストールしたが、レースディレクターのチャーリー・ホワイティングはスタートを許可し2ラップ目にセーフティーカーがコースイン、コースマーシャルは佐藤の車をピットに戻すことができた。佐藤は結局トップから2周遅れでレースに復帰した。モントーヤが好スタートを切り、バトンを追い抜き続いてベケッツでアロンソに追いついた。セーフティーカーが戻った後、最初のピットストップまでモントーヤがリードを保持し、1秒半の差でアロンソが続いた。モントーヤはファステストラップをたたき出した。バトンは3位を維持したが、バリチェロとフィジケラはスタートに失敗したトゥルーリをパスした。ライコネンは既に4位に浮上していたが、シューマッハとトゥルーリが接近したものの、ピットストップまで彼らに追いつくことができなかった。

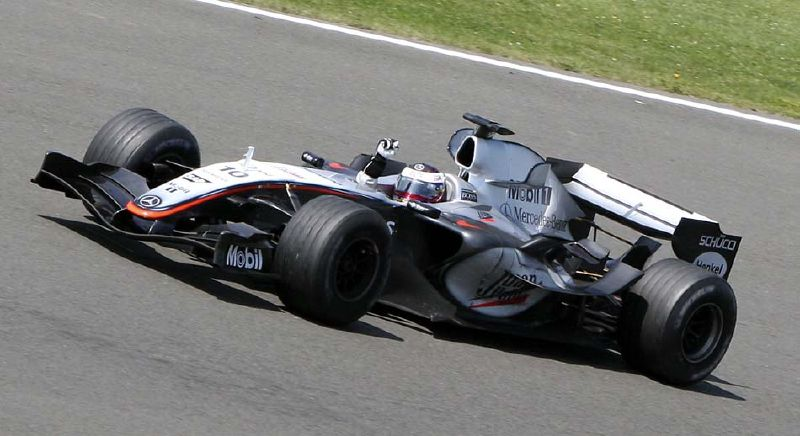
レースはファン・パブロ・モントーヤが優勝した。マクラーレンでの初勝利であった。

モントーヤは21ラップ目に最初のピットストップを行った。これは予定よりも早かったが、コース状況で変更された。アロンソが続いて23ラップ目にピットインし、モントーヤとほぼサイドバイサイドでコースに復帰したが、モントーヤはその順位を維持した。フィジケラが続く2ラップをリードし、最初のピットストップまでにファステストラップをたたき出す。28ラップ目に佐藤を除く全てのドライバーがピットインし、モントーヤがアロンソに3秒差を付けてトップ、その後にフィジケラ、バトン、バリチェロ、ライコネン、ミハエル・シューマッハ、トゥルーリと続いた。

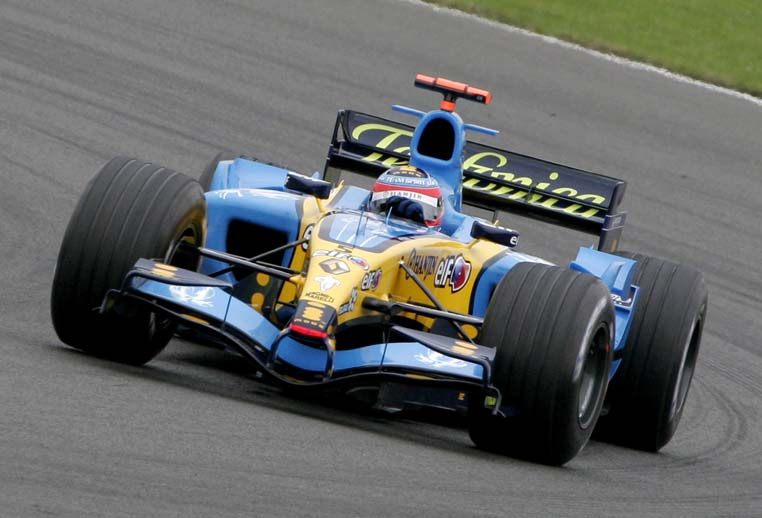
フェルナンド・アロンソはポールポジションを獲得したが、モントーヤには敵わなかった。

3ストップ戦略のバリチェロは32ラップ目に2回目のピットストップを行った。これによってコース上最速となったライコネンはバトンに接近することが可能となった。モントーヤはチームメイトのペースに合わせてアロンソに応じ、40ラップ、41ラップ目にファステストラップを出す。モントーヤのアロンソに対するリードは6秒以上に広がった。43ラップ目、バトンが2度目のピットストップを行い、ライコネンが4位に浮上、2ラップ後にピットストップした後もその順位を維持した。モントーヤは44ラップ目にピットインし、バリチェロが45ラップ目に3回目のピットストップをする前にアロンソがトップを走行した。フィジケラはオーストラリア以来の表彰台を狙っていたが、46ラップ目に2度目のピットストップ、そこでエンジンストールしライコネンが3位に浮上した。
アロンソは49ラップ目にピットインするまで5ラップをリードしたが、トゥルーリを抜くのに手間取りタイムを失った。これはピットストップしてモントーヤの前でレース復帰するには十分なリードを維持できないことを意味した。結局モントーヤはマクラーレンでの初勝利をアロンソに2.7秒差で達成した。ライコネンはアロンソから12秒遅れであったが、ファステストラップをたたき出した。フィジケラはライコネンの3.5秒遅れであった。バトンはそこから離れて5位に入り、ミハエル・シューマッハとバリチェロが続いた。ラルフ・シューマッハはチームメイトのトゥルーリに僅差で勝ち、ポイントを獲得した。
このレースではリタイアが1台のみであった。ジョーダンのナレイン・カーティケヤンが11ラップ目に電装系トラブルでリタイアしている。
レースの結果、アロンソは選手権ポイントを77に伸ばし、ライコネンとの差を広げた。ミハエル・シューマッハが43で3位に付け、モントーヤが26で6位に浮上した。コンストラクターではマクラーレンがルノーとの差を3ポイント縮め、フェラーリは3位を維持した。

## 予選
| 順位 | No | ドライバー                 | コンストラクター        | 周回     | 差     |
| ---- | -- | -------------------------- | ----------------------- | -------- | ------ |
| 1    | 5  | フェルナンド・アロンソ     | ルノー                  | 1:19.905 | -      |
| 2    | 9  | キミ・ライコネン           | マクラーレン-メルセデス | 1:19.932 | +0.027 |
| 3    | 3  | ジェンソン・バトン         | B・A・R-ホンダ          | 1:20.207 | +0.302 |
| 4    | 10 | ファン・パブロ・モントーヤ | マクラーレン-メルセデス | 1:20.382 | +0.477 |
| 5    | 16 | ヤルノ・トゥルーリ         | トヨタ                  | 1:20.459 | +0.554 |
| 6    | 2  | ルーベンス・バリチェロ     | フェラーリ              | 1:20.906 | +1.001 |
| 7    | 6  | ジャンカルロ・フィジケラ   | ルノー                  | 1:21.010 | +1.105 |
| 8    | 4  | 佐藤琢磨                   | B・A・R-ホンダ          | 1:21.114 | +1.209 |
| 9    | 17 | ラルフ・シューマッハ       | トヨタ                  | 1:21.191 | +1.286 |
| 10   | 1  | ミハエル・シューマッハ     | フェラーリ              | 1:21.275 | +1.370 |
| 11   | 11 | ジャック・ヴィルヌーヴ     | ザウバー-ペトロナス     | 1:21.352 | +1.447 |
| 12   | 7  | マーク・ウェバー           | ウィリアムズ-BMW        | 1:21.997 | +2.092 |
| 13   | 14 | デビッド・クルサード       | レッドブル-コスワース   | 1:22.108 | +2.203 |
| 14   | 8  | ニック・ハイドフェルド     | ウィリアムズ-BMW        | 1:22.117 | +2.212 |
| 15   | 15 | クリスチャン・クリエン     | レッドブル-コスワース   | 1:22.207 | +2.302 |
| 16   | 12 | フェリペ・マッサ           | ザウバー-ペトロナス     | 1:22.495 | +2.590 |
| 17   | 19 | ナレイン・カーティケヤン   | ジョーダン-トヨタ       | 1:23.583 | +3.678 |
| 18   | 21 | クリスチャン・アルバース   | ミナルディ-コスワース   | 1:24.576 | +4.671 |
| 19   | 20 | パトリック・フリーザッハー | ミナルディ-コスワース   | 1:25.566 | +5.661 |
| 20   | 18 | ティアゴ・モンテイロ       | ジョーダン-トヨタ       | No time  |        |

## 決勝
| 順位     | No | ドライバー                 | コンストラクター        | 周回 | タイム      | グリッド | ポイント |
| -------- | -- | -------------------------- | ----------------------- | ---- | ----------- | -------- | -------- |
| 1        | 10 | ファン・パブロ・モントーヤ | マクラーレン-メルセデス | 60   | 1:24:29.588 | 3        | 10       |
| 2        | 5  | フェルナンド・アロンソ     | ルノー                  | 60   | +2.739      | 1        | 8        |
| 3        | 9  | キミ・ライコネン           | マクラーレン-メルセデス | 60   | +14.436     | 12 †     | 6        |
| 4        | 6  | ジャンカルロ・フィジケラ   | ルノー                  | 60   | +17.914     | 6        | 5        |
| 5        | 3  | ジェンソン・バトン         | B・A・R-ホンダ          | 60   | +40.264     | 2        | 4        |
| 6        | 1  | ミハエル・シューマッハ     | フェラーリ              | 60   | +1:15.322   | 9        | 3        |
| 7        | 2  | ルーベンス・バリチェロ     | フェラーリ              | 60   | +1:16.567   | 5        | 2        |
| 8        | 17 | ラルフ・シューマッハ       | トヨタ                  | 60   | +1:19.212   | 8        | 1        |
| 9        | 16 | ヤルノ・トゥルーリ         | トヨタ                  | 60   | +1:20.851   | 4        |          |
| 10       | 12 | フェリペ・マッサ           | ザウバー-ペトロナス     | 59   | +1 lap      | 16       |          |
| 11       | 7  | マーク・ウェバー           | ウィリアムズ-BMW        | 59   | +1 lap      | 11       |          |
| 12       | 8  | ニック・ハイドフェルド     | ウィリアムズ-BMW        | 59   | +1 lap      | 14       |          |
| 13       | 14 | デビッド・クルサード       | レッドブル-コスワース   | 59   | +1 lap      | 13       |          |
| 14       | 11 | ジャック・ヴィルヌーヴ     | ザウバー-ペトロナス     | 59   | +1 lap      | 10       |          |
| 15       | 15 | クリスチャン・クリエン     | レッドブル-コスワース   | 59   | +1 lap      | 15       |          |
| 16       | 4  | 佐藤琢磨                   | B・A・R-ホンダ          | 58   | +2 laps     | 7        |          |
| 17       | 18 | ティアゴ・モンテイロ       | ジョーダン-トヨタ       | 58   | +2 laps     | 20 ‡     |          |
| 18       | 21 | クリスチャン・アルバース   | ミナルディ-コスワース   | 57   | +3 laps     | 18       |          |
| 19       | 20 | パトリック・フリーザッハー | ミナルディ-コスワース   | 56   | +4 laps     | 19       |          |
| リタイア | 19 | ナレイン・カーティケヤン   | ジョーダン-トヨタ       | 10   | 電気系      | 17       |          |

- † キミ・ライコネンはエンジン交換を行ったため10グリッド降格のペナルティを受けた。
- ‡ ティアゴ・モンテイロは予選を完了できず、エンジン交換を行ったため10グリッド降格のペナルティを受けた。

## 第11戦終了時点でのランキング
| 順位 | ドライバー             | ポイント |
| ---- | ---------------------- | -------- |
| 1    | フェルナンド・アロンソ | 77       |
| 2    | キミ・ライコネン       | 51       |
| 3    | ミハエル・シューマッハ | 43       |
| 4    | ルーベンス・バリチェロ | 31       |
| 5    | ヤルノ・トゥルーリ     | 31       |

| 順位 | コンストラクター        | ポイント |
| ---- | ----------------------- | -------- |
| 1    | ルノー                  | 102      |
| 2    | マクラーレン-メルセデス | 87       |
| 3    | フェラーリ              | 74       |
| 4    | トヨタ                  | 54       |
| 5    | ウィリアムズ-BMW        | 47       |

- 注：ドライバー、コンストラクター共にトップ5のみ表示。

## 参照
1. ↑  “British GP 2005 Review”.   Formula One Rejects. 2013年10月9日閲覧。
2. ↑  “Grand Prix Results: British GP, 2005”.   Grandprix.com. 2013年10月9日閲覧。

| 前戦 2005年フランスグランプリ     | FIA F1世界選手権 2005年シーズン | 次戦 2005年ドイツグランプリ       |
| 前回開催 2004年イギリスグランプリ | イギリスグランプリ              | 次回開催 2006年イギリスグランプリ |

座標: 北緯52度04分43秒 西経1度01分01秒 / 北緯52.07861度 西経1.01694度